# Communauté de communes de l’Ouest Cambrésis
Die Communauté de communes de l’Ouest Cambrésis ist ein ehemaliger französischer Gemeindeverband (Communauté de communes) im Département Nord in der Region Nord-Pas-de-Calais. Er wurde am 29. Dezember 1993 gegründet.
Der Gemeindeverband fusionierte 2014 mit der Communauté d’agglomération de Cambrai und wurde dadurch aufgelöst.

## Mitglieder
| Code INSEE | Gemeinde           | Maire             | Einwohner   | Fläche   | Delegierte |
| ---------- | ------------------ | ----------------- | ----------- | -------- | ---------- |
| 59001      | Abancourt          | Françoise laine   | 432 Einw.   | 567 ha   | nb         |
| 59023      | Aubencheul-au-Bac  | Michel Pretre     | 479 Einw.   | 320 ha   | nb         |
| 59048      | Bantigny           | Yves Marecaille   | 465 Einw.   | 317 ha   | nb         |
| 59085      | Blécourt           | Albert Leverd     | 346 Einw.   | 358 ha   | nb         |
| 59167      | Cuvillers          | Émile Milliot     | 169 Einw.   | 283 ha   | nb         |
| 59255      | Fressies           | Henri Gamez       | 509 Einw.   | 473 ha   | nb         |
| 59294      | Haynecourt         | Bernard Degand    | 276 Einw.   | 592 ha   | nb         |
| 59300      | Hem-Lenglet        | Yvette Blanchard  | 470 Einw.   | 494 ha   | nb         |
| 59552      | Sancourt           | Francine Chauwin  | 218 Einw.   | 388 ha   | nb         |
| 59597      | Tilloy-lez-Cambrai | Jean Pierre Lagon | 670 Einw.   | 332 ha   | nb         |
| Gesamt     | 10 Gemeinden       | 10 Gemeinden      | 4 034 Einw. | 4 124 ha | 40         |